# (6008) 1990 BF2
(6008) 1990 BF2 est un astéroïde de la ceinture principale.

## Description
(6008) 1990 BF2 est un astéroïde de la ceinture principale. Il fut découvert le 30 janvier 1990 à Kushiro (Japon) par S. Ueda et H. Kaneda. Il présente une orbite caractérisée par un demi-grand axe de 2,22 UA, une excentricité de 0,04 et une inclinaison de 4,16° par rapport à l'écliptique.

## Compléments